# Liste chinesischer Formationen
Dies ist eine Liste chinesischer Formationen sowie einiger weiterer Fundorte fossiler Faunen in China:
- Anjihaihe-Formation (安集海河组)
- Badaowan-Formation (八道湾组)
- Chaomidianzi-Formation (炒米店子组)
- Chengjiang-Faunengemeinschaft (澄江动物群,  Chéngjiāng dòngwùqún)
- Dabeigou-Formation (大北沟组)
- Daergun-Formation
- Daohugou-Schichten (道虎沟化石层,  Dàohǔgōu huàshícéng)
- Dashuigou-Formation (大水沟组)
- Ejinhoro-Formation (伊金霍洛组)
- Fengjiahe-Formation
- Fengjiashan-Formation
- Fuxin-Formation
- Hekou-Gruppe
- Hongyanchi-Formation (红雁池组)
- Houcheng-Formation
- Huadian-Formation (桦甸组)
- Huaqiao-Formation (花桥组)
- Huanshanjie-Formation (黄山街组)
- Iren-Dabasu-Formation (二连组)
- Jiaguan-Formation
- Jiangdihe-Formation
- Jingchuan-Formation
- Jiufotang-Formation (九佛堂组,  Jiǔfótáng zǔ)
- Jiulongshan-Formation (九龙山组)
- Laiyang-Formation
- Lanqi-Formation (蓝旗组)
- Longmen-Formation (龙门组)
- Untere-Yaopo-Formation (下窑坡组)
- Lucaogou-Formation (芦草沟组)
- Lufeng-Formation (禄丰组)
- Mentougou-Gruppe (门头沟群)
- Minhe-Formation (民和组)
- Nandaling-Formation (南大岭组)
- Nanxiong-Formation
- Obere-Yaopo-Formation (上窑坡组)
- Obere Shaximiao-Formation (上沙溪廟組 / 上沙溪庙组,  Shàng Shāxīmiào zǔ)
- Penglaizhen-Formation
- Qiyunshan-Formation
- Sangonghe-Formation (三工河组)
- Shangshaximiao-Formation, siehe Obere Shaximiao-Formation
- Shishugou-Formation (石树沟组)
- Taxihe-Formation (塔西河组)
- Tiaojishan-Formation (髫髻山组)
- Tongfosi-Formation
- Tuchengzi-Formation (土城子组)
- Tugulu-Gruppe (吐谷鲁群)
- Ulansuhai-Formation (乌梁素海组)
- Untere Shaximiao-Formation (下沙溪廟組 / 下沙溪庙组,  Xià Shāxīmiào zǔ)
- Wucaiwan-Formation (五彩湾组)
- Xiagou-Formation (下沟组)
- Xiaodong-Formation
- Xiashaximiao-Formation, siehe Untere Shaximiao-Formation
- Xingshikou-Formation (杏石口组)
- Xinminbao-Gruppe (新民堡群)
- Xintiangou-Formation
- Xishanyao-Formation (西山窑组)
- Xiushan-Formation (秀山组)
- Xujiahe-Formation
- Yixian-Formation (义县组,  Yìxiàn zǔ)
- Yuliangze-Formation (渔亮子组)
- Zhenzhuchong-Formation
- Zhiluo-Formation
- Zhoukoudian-Formation (周口店组)
- Ziliujing-Formation